# Peace Arch

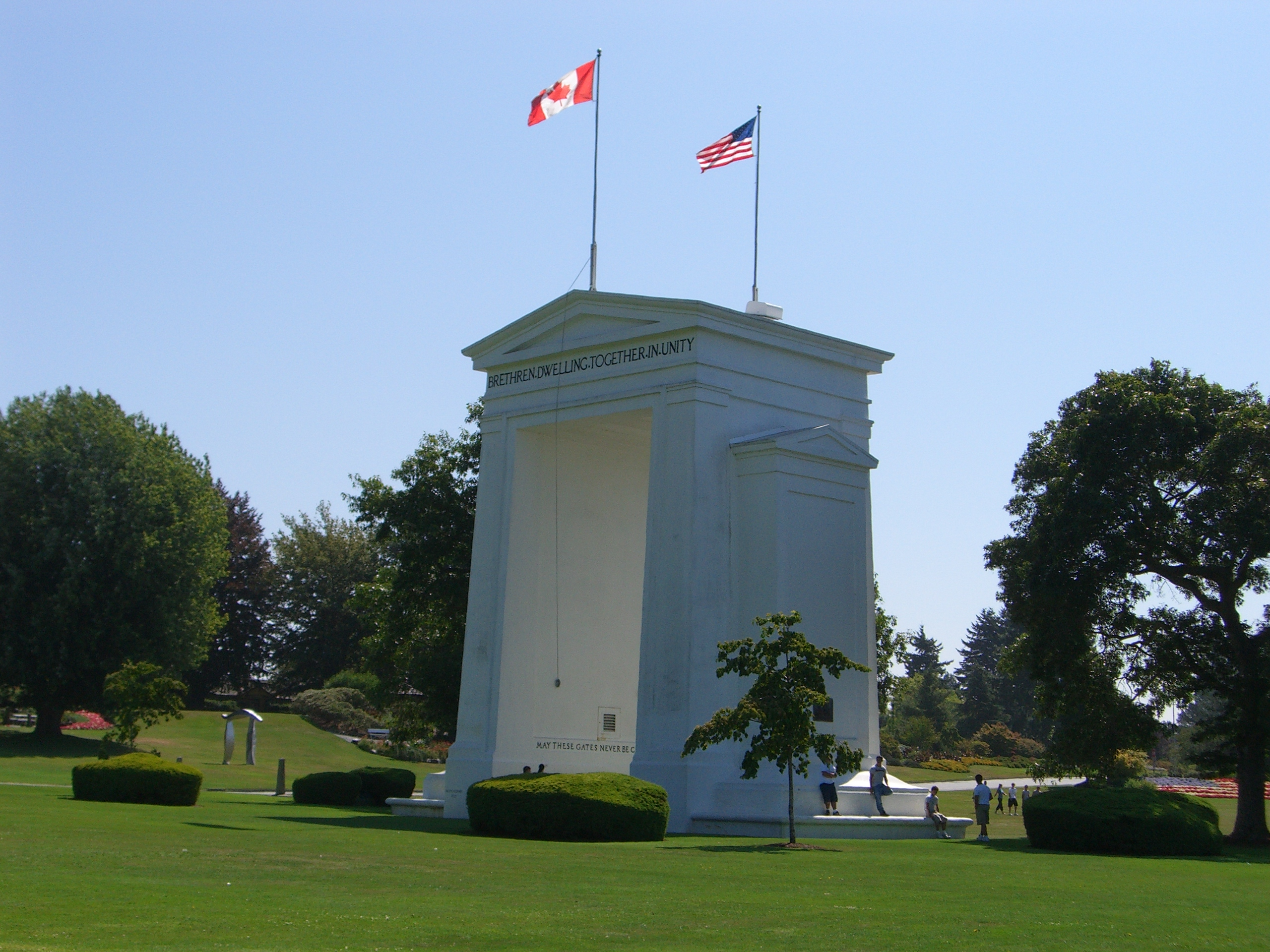
Il confine sul Peace Arch.

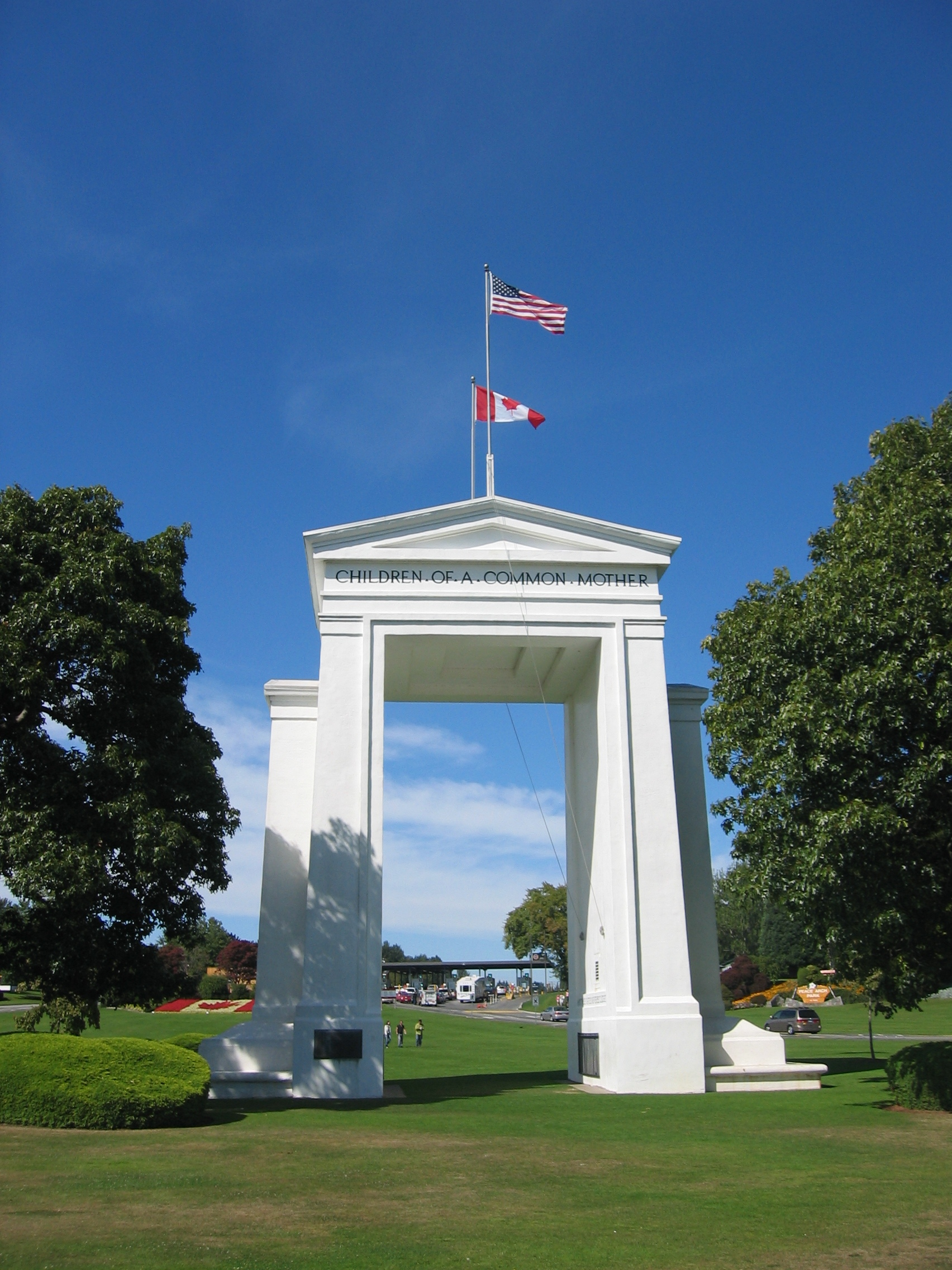
Il Peace Arch dal lato americano.

Il Peace Arch (Arco della pace) è un monumento situato al confine tra Canada e Stati Uniti tra i comuni di Blaine nello stato di Washington e Surrey, Columbia Britannica, si trova presso Boundary Bay e a soli 40 km da Vancouver.  Il Peace Arch, alto 20,5 metri, fu costruito da Samuel Hill nel 1921, per commemorare la firma del Trattato di Gand del 1814 che pose fine alla guerra tra Stati Uniti e Regno Unito (da cui dipendeva il Canada).  Il monumento è stato costruito sul confine esatto tra Stati Uniti e Canada, tra la Interstate 5 e la B.C. Highway 99, nel parco tra le due strade.
Il Peace Arch ha sia la bandiera statunitense che quella canadese sulla parte più alta, e due epigrafi con un fregio.  Sull'epigrafe posta sul lato americano del Peace Arch si può leggere "Children of a common mother" (Figli di una madre comune, in riferimento al Regno Unito che colonizzò sia gli Stati Uniti che il Canada), invece sul lato canadese si può leggere "Brethren dwelling together in unity" (Fratelli dimoranti insieme nell'unità).  Vicino all'arco c'è un cancello di ferro dove vicino c'è l'iscrizione  "May these gates never be closed" (Che questi cancelli non debbano mai essere chiusi). Il Peace Arch Park è diviso dal confine dal lato canadese dal Peace Arch Provincial Park e dal lato americano dal Peace Arch State Park sulla parte americana.  Il parco non è mai controllato al confine, e simboleggia la lunga storia di pace e anche comune dei due paesi.

## Galleria d'immagini

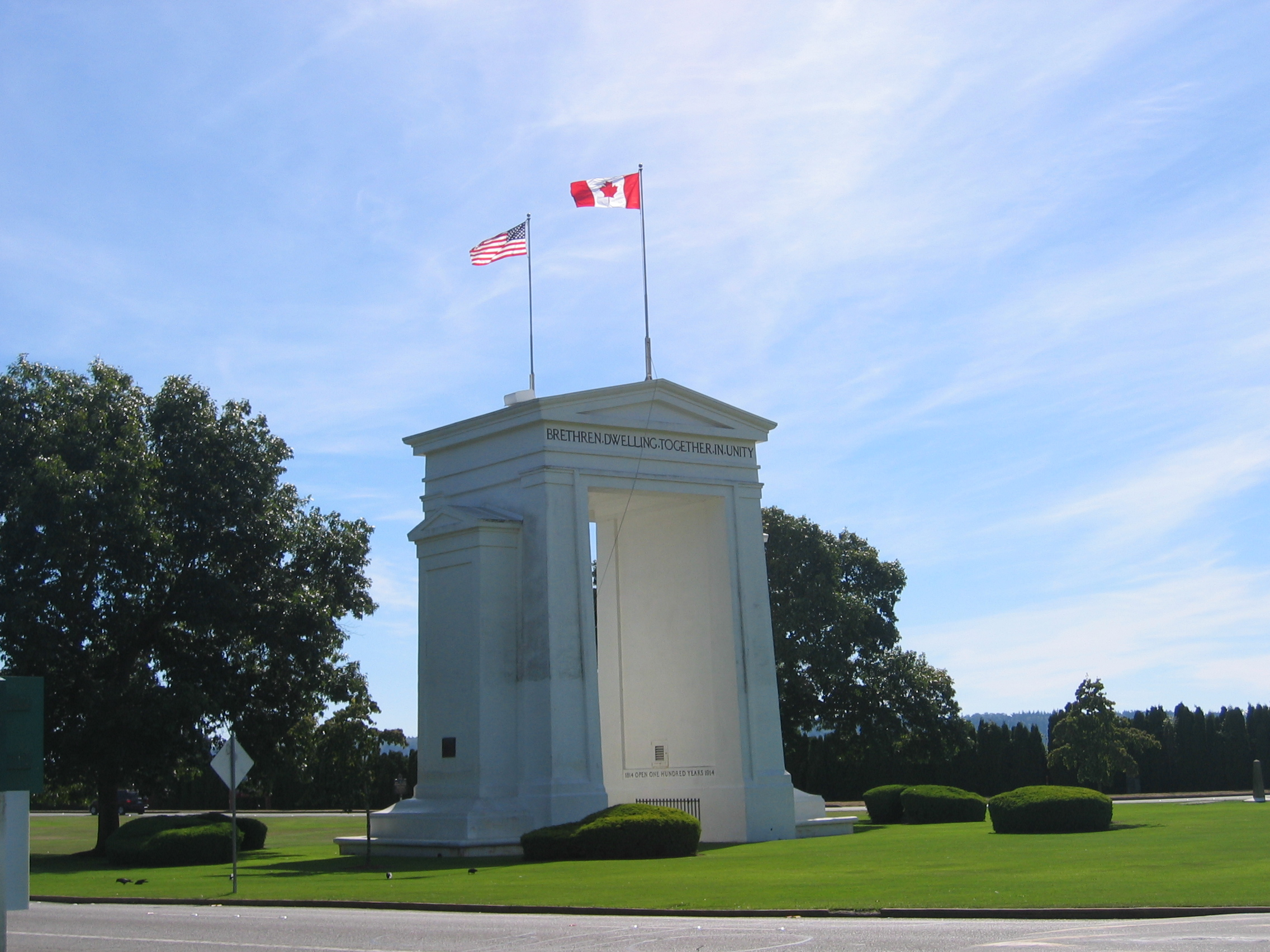
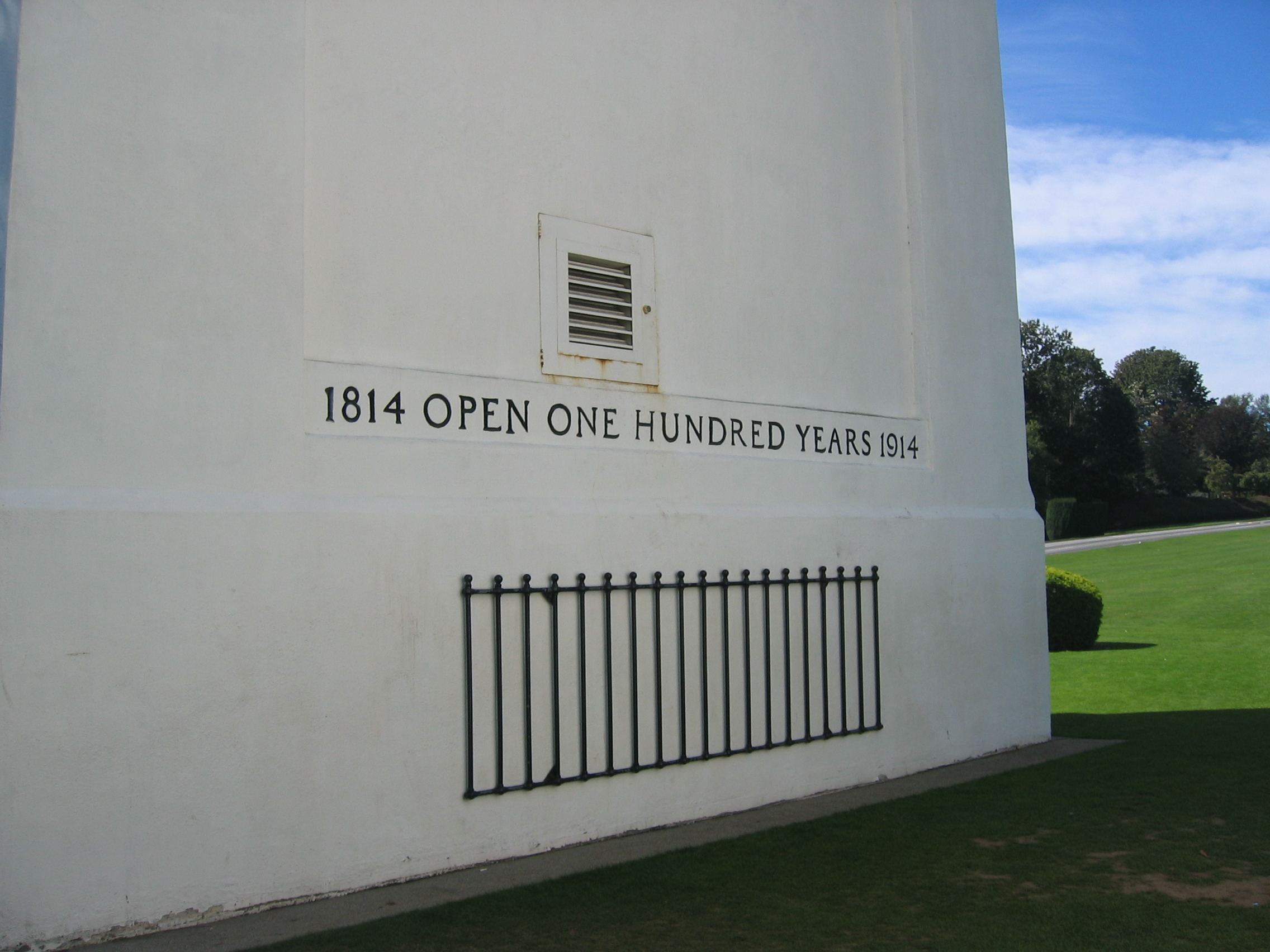
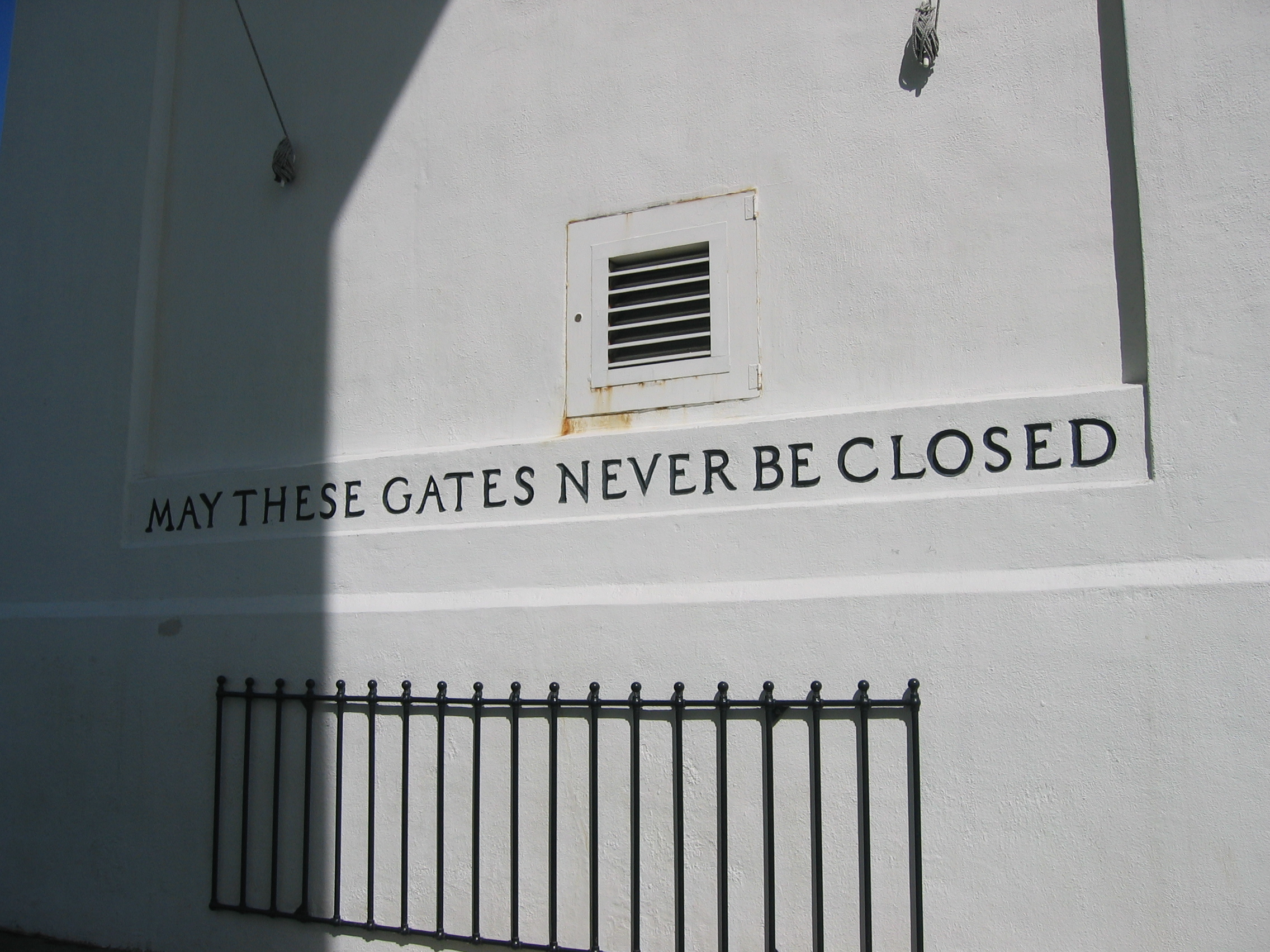
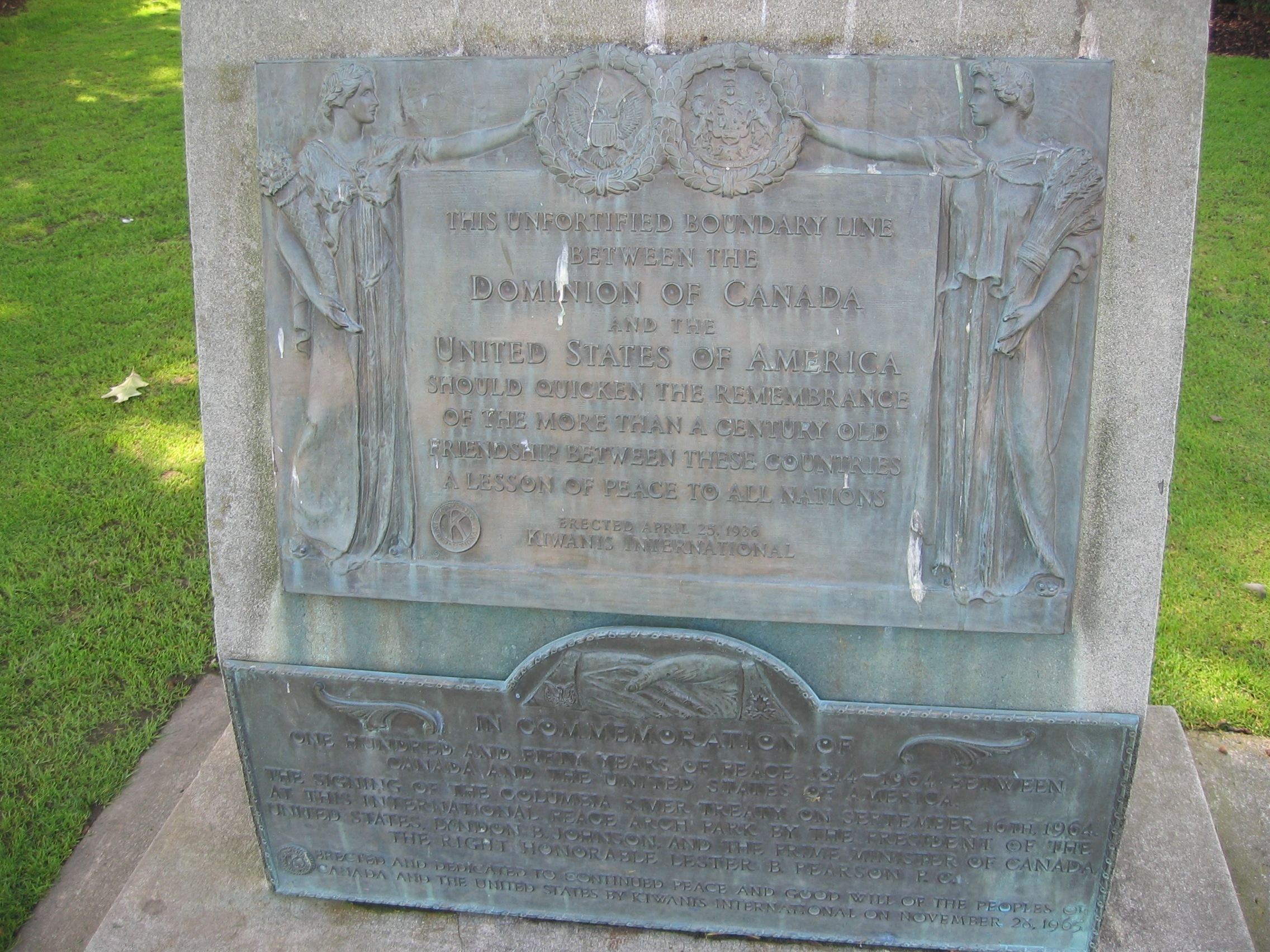